# 마이클 모즐리
마이클 모즐리(Michael Mosley, 1978년 9월 16일 ~ )는 미국의 배우이다.

## 출연 작품

### 영화
- 아이 엠 마더 (2018) - 헨더슨 변호사 역
- Sister Aimee (2019) - 케니 역

### 텔레비전
- 스크럽스 (2009-10)
- 캐슬 (2010-15)
- 팬 암 (2011-12)
- 오자크 (2017-18)
- 7초 (2018)
- 크리미널 마인드 (2019-20)